# Eric Lombard
Eric Lombard (Brussel, 14 april 1965) is een Belgisch ruiter en  schutter.

## Levensloop
Lombard nam deel aan het onderdeel 'skeet' op de Olympische Zomerspelen van 1984 te Los Angeles. Hij behaalde er een 51e plaats in de rangschikking.
Tevens is hij actief in de paardensport in het onderdeel 'springen'. Een sport waarin zijn vader (Raymond) en dochter (Vanina
) eveneens actief in zijn/waren.